# 中国共产党杭州历史馆
中国共产党杭州历史馆，简称杭州党史馆，加挂杭州市方志馆牌子，为原杭州党史馆与方志馆合并而成。中国共产党杭州历史馆（北山馆区）位于西湖风景区北山街44-49号，原为杭州市第一批历史建筑保护名录中的菩提精舍，1920年代建成，开放于2015年5月1日；杭州市方志馆馆区（望江馆区）在上城区小营街道望江路266号，原为杭州市文物保护单位汪宅，清代建成，开放于2016年6月1日；2020年6月24日，两馆合并为中国共产党杭州历史馆（杭州市方志馆）。

## 机构设置

### 沿革
| 时间          | 中国共产党杭州历史馆 | 时间 | 杭州市方志馆 |
| ------------- | --- | --- | --- |
| 2006年5月     | 杭州党史馆确定选址北山路菩提精舍。 | 2006年 | 杭州市方志馆开始筹建工作，当时选择馆址有钱江新城和汪宅两处方案。 |
| 2012年        | 杭州市委党史研究室开始面向全社会征集馆藏文物资料。 | 2011年10月22日至24日 | 杭州方志馆内部功能陈设布展和设计方案论证会在杭州黄龙饭店举行。 |
| 2013年6月4日  | 杭州党史馆建设工作正式启动。 | 2012年6月11日 | 杭州市方志馆建设工程开工:332。 |
| 2014年4月28日 | 筹建中的杭州党史馆馆藏首次展示。 | 2013年1月10日 | 杭州市方志馆建设工程一期项目完成验收:270。 |
| 2014年7月4日  | 杭州党史馆概念方案完善会召开。 | 2015年7月8日 | 杭州市政府成立杭州市方志馆建设领导小组。 |
| 2015年4月30日 | 杭州党史馆举办开幕仪式。 | 2016年6月1日 | 杭州市方志馆举行开馆仪式。 |
| 2015年5月1日  | 杭州党史馆正式向公众免费开放。 | 2016年6月1日 | 杭州市方志馆举行开馆仪式。 |
| 2016年        | 杭州党史馆全年共接待20人以上参观团队1173批次，参观人员159975人次，接待全国各地的党史部门来馆学习交流共18批次，开展17项大中型与观众互动的文化活动。             | 2018年 | 杭州市方志馆全年开馆306天，接待游客91352人，日均299人，其中团队游客团队293批次，总计5211人；组织开展馆内、馆外活动190次，举办杭州历史文化讲堂4次，编纂《北山梦寻》《杭州月志》等出版物。 |
| 时间          | 中国共产党杭州历史馆（杭州市方志馆） | 中国共产党杭州历史馆（杭州市方志馆） | 中国共产党杭州历史馆（杭州市方志馆） |
| 2020年6月24日 | 中国共产党杭州历史馆（杭州市方志馆）干部大会在杭州党史馆馆区召开，原党史馆馆长柳竹慧担任馆长并主持会议，原方志馆馆长冯跃民任副馆长，会议标志着两馆的正式合并。 | 中国共产党杭州历史馆（杭州市方志馆）干部大会在杭州党史馆馆区召开，原党史馆馆长柳竹慧担任馆长并主持会议，原方志馆馆长冯跃民任副馆长，会议标志着两馆的正式合并。 | 中国共产党杭州历史馆（杭州市方志馆）干部大会在杭州党史馆馆区召开，原党史馆馆长柳竹慧担任馆长并主持会议，原方志馆馆长冯跃民任副馆长，会议标志着两馆的正式合并。                           |

### 职能
原党史馆职能：
- 负责杭州党史资料的征集、研究、保管工作，开展相关展陈和宣传教育等工作。

原方志馆职能：
- 承担各类地方志书、年鉴、地方文献、地情资料书籍的保存和管理；
- 提供地方志和地情资料的咨询、查阅等公共服务工作；
- 承担场馆对外展览、宣传教育和交流合作等日常管理工作；
- 承担相关网站的建设、维护和管理工作。

### 场馆开放时间及周边交通
杭州市党史馆共分为两个馆区，党史馆（北山馆区）展示中共杭州地方党组织发展史，方志馆（望江馆）区展示杭州城市沿革史。
北山馆区：9:00—17:00，周一闭馆，免费开放。可以搭乘7路、27路、Y10路、51路、118路，到葛岭（或新新饭店）站下车，步行200米即到。
望江馆区：9:00-16:30，周一闭馆，免费开放。周边公交车站有胡雪岩故居、鼓楼，地铁5号线江城路站G口。
受2019冠状病毒病疫情影响，自2020年3月23日开始，两馆开放时间均调整为9:00-16:30（16:00停止入馆），每周一闭馆（含法定节假日）。北山馆区对外开放宣誓广场和所有展厅，暂不开放学习室和多媒体放映厅等。望江馆区仅接受散客参观，实行分时段参观，并根据参观人数情况适当限流。

## 北山馆区

### 建筑形制
党史馆位于北山街44-49号，建筑原为中華民國大陸時期建成的菩提精舍。精舍为两进三庭院布局，建筑机构和内设均仿造传统庙宇殿堂的设计风格，前为大殿用作礼佛，后为静修之所，建筑整体在葛岭南麓，南面北山街直面西湖风光。大门处有一精致门楼，以石条石板砌成，飞檐走角，白墙高耸之中竖立两扇黑漆小门，门额镌刻“菩提精舍”四字，白墙西侧立有“菩提精舍界”界碑。进门即一方狭窄天井，天井后即大殿。大殿为传统歇山顶，有五排青石立柱，每排各8根，屋架上的牛腿、雀替、檩枋、椽梁支撑起整个大殿，上铺青瓦。地面由青石铺砌，中间有一块保存完好的汉白玉石龙形石雕。大殿右侧墙体中嵌有“同登彼岸”石碑，石碑上书《创建菩提精舍缘起碑记》。:132-133
穿过大殿即入一天井，迎面为空斗砖墙，正中为西式门楼，门楼可通向后院的走马转角楼。后院为合院式花园别墅，入门为青石铺设的大天井，大门门楼有两根罗马柱，上方有大幅西式浮雕，此处主要是民国十八年（1929年）首届西湖博览会期间增制，当时菩提精舍用作工业馆第四展馆，展示日用品及纤维制品等工业品。门楼三楼原有一天桥通向临近的王庄。现天井四下均为相互连通的宽大内回廊，楼层上下也以这种走马回廊连接。楼屋为二层三开间加屋顶，总计28房间，房间面积600余平方米，本为居士居住之所。楼中配有木雕门窗、石膏线脚、水磨地面、瓶状栏杆，格局为两厢对称、上下统一，兼有中西方风格。楼顶上有回廊大阳台，四围为石栏杆，可以远眺西湖风光。此处原中间供有三圣尊像，旁供修筑精舍二十四人的祖先牌位。:135-136

### 建筑历史
菩提精舍始建于民国十四年（1925年），竣工于次年9月。当时一位名为傅裕斋的居士到杭州访友，夜宿吴山的常寂光寺，半睡半醒之间闻得佛号梵音，于是半夜起身望西湖湖山，顿感人生如寄，无法坦然，连同当时上海商界的丁甘仁、倪大椿、谭步韶、严子良、孙良臣、傅裕经、傅庭芳、沈晋镛、金益如、林双泉、陈载峰、庄海涛、李述初、吴祖昌、谭子临、谭石卿、谭海秋、谭竹馨、罗稚云、谢崇华、田玉树、傅梦弼、谭肇贵等23人，一起集资在杭州西湖北山路购置屋舍，建立菩提精舍以诵经礼佛。时值国民革命军北伐，局势动荡，据弘一法师记载，当时杭州城中激进青年力主灭佛，《创建菩提精舍缘起碑记》也言“近来世道人心，愈趋愈下”，虽然众人立下碑文言极佛力通玄，但在时局动荡的背景下这里也是居士避世渡己之所。众多居士还立下“约法五章”：舍中礼请戒僧七名常驻，为24人修佛向导，衣食用度为众人分摊；精舍为24人共同经营，每人只能由后代中一房继承；精舍与寺庙有别，不得应酬外人，如非24人祈祷、推荐则外人不许来舍中烧香；舍中众人应守佛律清规；众人可以随意来精舍静修，但不许携带小孩女眷。:133-134
民国十五年（1926年）8月临近精舍竣工之时，24人中的丁甘仁不幸去世。民国十八年（1929年），首届西湖博览会举办，精舍被征用为博览会展厅，增添部分西式建筑。民国十九年（1930年），第七区（后来的西湖区）将区公所设在此处。精舍还先后转卖为上海信谊药厂、康元制罐厂的产业，信谊药厂的鲍家买下精舍，一直持有房产至1949年。之后，精舍用作民居，为浙江省委组织部、妇联等机构的员工宿舍，1990年杭州市园林局编写的《西湖志》即称“民国时建，业主不详……今为居民住宅”。1999年前后，精舍的居民迁走。2002年4月，精舍开始整修工作，西、北两处花园重建，后于2003年5月对外开放。2004年，杭州都市快报记者曾就精舍历史寻访居住多年的老人。2007年，精舍被出租后变成高档会所。2015年5月1日，菩提精舍作为中国共产党杭州历史馆馆舍对外开放。:133,136-137

### 展馆陈设
党史馆占地面积3100平方米，建筑总面积1933平方米，公共开放面积2300平方米，展览陈列面积1300平方米，与周边的连横纪念馆、西湖博览会博物馆、静逸别墅等建筑一起作为北山路历史街区的重要组成部分。从侧门进入馆区，直接可见一巨石横卧树丛中，其上为杭州淳安县出生的解放军邵华泽将军手书“中国共产党杭州历史馆”馆名。馆内共设有三展厅，主题分别为“民族独立人民解放的杭州篇章”“推动社会主义建设的杭州记忆”“走中国特色社会主义的杭州实践”，每一展厅都配备智能多媒体设备，展厅陈列雕塑、油画、展板、老照片、老报纸、老物件等反映杭州党史的展品。一号展厅为菩提精舍前大厅，展出主题为“民族独立人民解放的杭州篇章”，展示了1921年到1949年间的杭州地方党史，展品涉及衙前农民运动、中共杭州小组成立、抗日战争等历史事件。二号展厅为菩提精舍的里间一楼，展出主题为“推动社会主义建设的杭州记忆”，展示了1949年到1978年间的杭州地方党史，展品涉及五四宪法起草、中国共产党杭州市一大召开、社会主义改造与五年计划、中美联合公报起草等历史事件，二号展厅正中为一副高1.6米、宽2.55米的大型油画，为浙江画院前院长潘鸿海创作，画中毛泽东在北高峰上若有所思，其四下背景即杭州与西湖山水。三号展厅为精舍里间二楼，展出主题为“走中国特色社会主义的杭州实践”，展示了1978年至今的杭州地方党史，展品涉及改革开放以来杭州经济、文化、旅游等方面的进展。

## 望江馆区

### 建筑形制
杭州市方志馆馆舍为杭州市市级文物保护单位汪宅。汪宅建筑分两条轴线布置，大多坐北朝南，正厅、后楼和花厅为三开间二层建筑，屋面为小青瓦双坡顶。正厅为走马楼形制，明间面宽4米，次间3.5米，通面宽11米，进深10.5米，抬梁式梁架，梁架前配有轩廊，轩廊保存完好，屋檐下雕刻有牛腿，隔扇、栏杆也有雕刻纹饰。后楼再正厅之后，前有天井，天井中原有2.5米高的格挡屏墙，隔墙中心有“凤戏牡丹”镂空砖雕；后楼通面宽11米，进深5.5米，屋檐略小于正厅屋檐，同样雕刻有牛腿；后楼四周的夹堂板依稀可见《西厢记》戏剧图案雕刻。花厅在望江路264号，前面是天井，天井两边原先有连廊。花厅通面宽8.7米，通进深8米，同样为抬梁式梁架结构，前端带有檐廊。二楼楼梯除扶手外均非旧迹。厨房在花厅北侧，坐西朝东，屋顶形制为单层单破顶，两侧连廊，但连廊损毁严重，现存木结构建筑均为重建。:31-32

### 建筑历史
汪宅坐落于望江路266号，南邻望江路，西邻中河中路，与胡雪岩故居北门隔街相望，初建于清代咸丰三年（1853年），为曹雪芹账房先生汪秉衡所建，汪氏一族和篆刻家吴昌硕都曾居此，建成时有完整居住院以及一座花园，为典型的杭派晚清普通民居，后来逐渐破败。抗日战争期间，南端的门楼北烧毁。文革前后，后花园北毁坏或者占用。至2001年，仅存正厅、后楼、花厅、厨房四进建筑，占地面积约1500平方米，建筑面积1300余平方米。历史上，汪宅还是南宋德寿宫遗址所在地，在南宋临安城遗址一般保护区范围内，德寿宫原本为秦桧宅邸，后成为宋高宗退位居所，德寿宫遗址在地下埋深1.8至2.2米处。2001年开始，杭州市政府决定对汪宅进行全部保护和修缮工作。:31-32
2004年4月27日上午7时左右，汪宅发生大火，7时45分杭州市消防支队119指挥中心在接到报警后，调集了鼓楼、南星、湖滨、近江4个消防队的11辆消防车赶赴现场灭火，由于当时处于早高峰期间，不得不对临近路段进行交通管制，不少住民来不及收拾直接穿着睡衣和拖鞋逃出。同时当天风势很大导致火势蔓延较快，火势威胁到对街的胡雪岩故居，消防员奋战一小时，从老屋中抢出三个煤气瓶，最终扑灭大火。当天下午，火宅现场被关闭。火宅之后，其中一间房屋屋顶几乎被烧穿，只有木柱、门框和横梁部分残存，事后查出火宅为住户电热水壶电线短路所致。大火烧毁了近半建筑和精美木雕，后历时一年多才得以恢复。2011年，杭州市政府开始在汪宅基础上建设杭州市方志馆:332。2016年6月1日，以汪宅为馆舍的杭州市方志馆正式开馆。

### 展馆陈设
杭州市方志馆占地面积2900平方米，展品陈列面积约1100平方米，按照“横排门类、纵述史实”原则，分设概览、山水、政治、人物、文化、经济、社会、方志等8个展厅。除展厅组成的内部陈设外，方志馆还开放外部庭院供游人参观。出于文物保护的考虑，宅内建筑的木制建筑结构主体得到保留。自望江路266号进入馆中，首先可见庭院地面展示的《咸淳临安志》中的《南宋京城图》，其后为由寿山石制成的巨大印章，印章正面为截取前西泠印社社长启功书法的“杭州市方志馆”馆名，印章图案为杭州市方志馆的馆标。第一展厅为杭州概览厅，分为“建制沿革”“城垣变迁”“杭州史诗”三个板块：“建制沿革”介绍了杭州历代建制变迁；“杭州史诗”以木雕为载体介绍了诸如跨湖桥、良渚、运河等杭州最具代表性的文明轨迹。第二展厅为灵秀江南厅，主要介绍杭州的自然景物，分为两部分：第一部分介绍杭州的世界文化遗产——西湖和大运河的景观，二者在申遗过程中引用了大量方志；第二部分展示了天目山、西溪湿地等自然风物。第三展厅为政通人和厅，分为“帝王与贤官”“历代首官”“国家领导人与杭州”“历任市委书记、市长和杭州荣誉”“重大决策”六部分。第四展厅为人杰地灵厅，介绍杭州的人口变迁、知名人物及谱牒文化。第五展厅为文化渊薮厅，分为“书风蔚然”“笔墨生香”“曲韵婉转”三大板块：“书风蔚然”从读书、藏书、刻书三方面介绍杭州的教育、藏书文化及出版业；“笔墨生香”则展示了杭州历代诗词歌赋中的佳作；“曲韵婉转”则介绍了杭州代表性的地方戏剧，即越剧、杭剧、睦剧的源流历史。第六展厅为物阜民丰厅，主要介绍杭州的经济发展。第七展厅为民俗风情厅，介绍了志书中记载的杭州民俗，同时也展示了金石篆刻、清水丝绵等非物质文化遗产。第八展厅为修志问道厅，介绍了杭州历史上的方志及发展历程。庭院分为“德寿怀古”“竹径探幽”“临安梦寻”三部分，分为三院十景，庭院中亭、台、楼、阁、馆、厅、堂一应俱全，名字均取自旧志。庭院中还有存志阁及静乐厅，存志阁用以保存志书及交流资料，也提供数字浏览服务，而静乐厅则为弈棋、品茗、抚琴消遣之所。
- 方志馆侧门车辆出入口
- 入口第一间天井
- 杭州方志馆杭州概览厅
- 第二间天井的苏轼半身像
- 介绍国家领导人与杭州的展厅
- 介绍与杭州地方相关的人物
- 介绍杭州的杭剧、越剧和睦剧
- 杭州相关的绘画和书法作品
- 老杭州的各行各业
- 杭州的传统手工艺
- 历代修编的杭州地方志书
- 花园中的宋代德寿宫地图
- 花园中的亭子
- 花园中的月门